# Aéroport H. Hasan Aroeboesman
L'aéroport H. Hasan Aroeboesman (code IATA : ENE • code OACI : WATE), aussi connu comme Aéroport d'Ende ou d'Isi, est un aéroport d'Ende, île de Florès, Petites îles de la Sonde orientales, Indonésie. L'aéroport sert de point d'entrée pour le Kelimutu National Park, qui est situé à 60 km de l'aéroport.

## Situation
| Banda Aceh Denpasar Pangkal · Pinang Tanjung · Pandan Djakarta-Soekarno-Hatta Bengkulu Solo Semarang Pangkalan · Bun Palangkaraya Sampit Palu Djakarta-Halim Perdanakusuma Samarinda Malang Surabaya Balikpapan Ende Kupang Komodo Gorontalo Jambi Bandar Lampung Ambon Tarakan Ternate Manado Gunung · Sitoli Medan Wamena Biak Merauke Timika Jayapura Pekanbaru Batam Tanjung · Pinang Bau-Bau Banjarmasin Makassar Palembang Bandung Pontianak Ketapang Bima Lombok Manokwari Sorong Padang Yogyakarta |

## Statistiques
Pour des raisons techniques, il est temporairement impossible d'afficher le graphique qui aurait dû être présenté ici.

Voir la requête brute et les sources sur Wikidata.

## Compagnies aériennes et destinations
| Compagnies       | Destinations                                          |
| ---------------- | ----------------------------------------------------- |
| Garuda Indonesia | Denpasar-Bali, Kupang-El Tari, Labuan Bajo            |
| NAM Air          | Kupang-El Tari                                        |
| Wings Air        | Denpasar-Bali, Kupang-El Tari, Labuan Bajo            |
| Susi Air         | Sawu/Savu (en)                                        |
| TransNusa        | Denpasar-Bali, Kupang-El Tari, Labuan Bajo, Tambolaka |

Édité le 28/02/2018